# 盧居安
盧居安（16世紀—17世紀），字惟深，福建泉州府惠安縣在坊人，明朝政治人物。

## 生平
盧居安是萬曆七年（1579年）的舉人，授霸州知州，霸州是畿輔重地，他在當地肅振綱紀，州政迎刃而解，吏治為直隸地方第一，因父親逝世回鄉；服闋後補任涪州知州，他興學講課、儲備公需、寬免雜役、減輕鹽稅，又調兵協助叛亂的楊應龍，同時清量田地共四十一萬二千二百畝，畫圖紀錄。之後他陞任廣信同知，府務繁複，他兼理堂事，因此病重在任內去世。
兒子盧士櫆是萬曆三十七年舉人，官至賓州知州。

## 引用
1. 1 2  雍正《惠安縣志·卷二十四·循良》：盧居安，字惟深，在坊人，萬歷己卯舉人，霸州知州；霸為畿輔重地，居安肅紀振綱，導竅批郤務，培養本原，吏治遂冠三輔。外艱闋補涪州，涪故文翁程叔子所遏，遺風猶存，居安興學講藝，草公需、寬民役、減鹽稅、甦皇木商；播酋楊應龍叛，調兵恊剿建遵義府，清田地四十一萬二千二百畝，畫圖紀之，陞廣信同知，郡務蝟集，兼理堂事，病劇以勤職卒于官。子士櫆，字惺一，己酉舉人，知賓州。